# Some Heads Are Gonna Roll
«Some Heads Are Gonna Roll» es una canción de la banda británica de heavy metal Judas Priest, incluida como la séptima pista del álbum Defenders of the Faith de 1984. En marzo del mismo año se publicó como su tercer sencillo a través de Columbia Records. Como lado B se incluyeron algunas pistas en vivo que fueron tomadas de la presentación dada en el US Festival, el 23 de mayo de 1983.
Fue escrita por el compositor y cantante estadounidense Bob Halligan Jr., que anteriormente ya había colaborado con la banda escribiendo el tema «(Take These) Chains» del disco Screaming for Vengeance. Sus letras han sido consideradas como relatos sobre gobiernos tiranos y autoritarios. En el caso de "Some heads are gonna roll", se ficcionaliza la posibilidad de una rebelión violenta contra un gobierno oligárquico que mantiene coartada la libertad de las personas.
En 2001 fue uno de los temas que se incluyeron en la lista de canciones inapropiadas tras los atentados del 11 de septiembre de 2001 realizado por Clear Channel Comunications.

## Lista de canciones
| Vinilo de 7" |                              |          |  |
| N.º          | Título                       | Duración |  |
| 1.           | «Some Heads Are Gonna Roll»  | 4:05     |  |
| 2.           | «Breaking the Law» (en vivo) | 2:44     |  |

| Vinilo de 7" (edición limitada) |                                                              |          |  |
| N.º                             | Título                                                       | Duración |  |
| 1.                              | «Some Heads Are Gonna Roll»                                  | 4:05     |  |
| 2.                              | «The Green Manalishi (With the Two Pronged Crown)» (en vivo) | 4:49     |  |

| Vinilo de 12" |                                                              |          |  |
| N.º           | Título                                                       | Duración |  |
| 1.            | «Some Heads Are Gonna Roll»                                  | 4:05     |  |
| 2.            | «The Green Manalishi (With the Two Pronged Crown)» (en vivo) | 4:49     |  |
| 3.            | «Jawbreaker»                                                 | 3:25     |  |

## Músicos
- Rob Halford: voz
- K.K. Downing: guitarra eléctrica
- Glenn Tipton: guitarra eléctrica
- Ian Hill: bajo
- Dave Holland: batería